# The Amazing Spider-Man (игра, 2012)
The Amazing Spider-Man (с англ. — «Удивительный Человек-паук», в России известна как «Новый Человек-паук») — компьютерная игра в жанре action-adventure с открытым миром, основанная на одноимённом фильме о супергерое Человеке-пауке. The Amazing Spider-Man вышла 26 июня 2012 года в Северной Америке. Игра была разработана студией Beenox, ответственной за две предыдущие игры о Человеке-пауке — Spider-Man: Shattered Dimensions и Spider-Man: Edge of Time и выпущена Activision при поддержке Yellow, Black and White Group. Сюжет игры написан сценаристом Шеймасом Кевином Фейхи, известным по своей работе над сериалом «Звёздный крейсер „Галактика“», является эпилогом к фильму «Новый Человек-паук».
В 2014-м году вышло продолжение — The Amazing Spider-Man 2, действие разворачивается во время и после событий второго фильма.

## Сюжет
События игры происходят спустя несколько месяцев после событий одноимённого фильма, Питер Паркер и Гвен Стэйси проникают в секретную лабораторию «Оскорпа», где Гвен подозревает о продолжении экспериментов Курта Коннорса по выращиванию гибридов(англ. cross-species). По ходу событий парочку замечает Алистер Смайт, являющийся новым директором отдела робототехники, объясняющий, что некоторые учёные действительно тайно продолжают эксперименты Коннорса, вводя животным ДНК человека или же людям ДНК животного (Носорог); гибриды переносят мощный вирус и в настоящее время поставляются в беллаб для уничтожения по словам Смайта. В тот момент все гибриды начинают необычно реагировать на появление Питера и, освободившись, бегут, в процессе заражая всех учёных, в том числе и Гвен со Смайтом. Алистер спускает своих роботов-Стражей, запрограммированных на защиту от гибридов. Однако они в конечном счёте нападают и на Питера, потому что тот технически тоже является гибридом. Питер быстро надевает костюм Человека-Паука и доставляет инфицированную Паразитом Гвен в карантин, по пути разбираясь с роботами, но он не в силах остановить побег гибридов в город.
Человек-Паук пытается бороться с гибридами в городе, однако они все убегают, а огромный робот безопасности S-01 нападает на героя, при этом нанося большой ущерб Манхэттену. После победы над гигантом Человек-Паук отправляется в психиатрическую больницу «Белуа», куда был заключён доктор Коннорс после буйства Ящера, и сообщает ему о случившемся. Коннорс соглашается уйти из учреждения и помочь Пауку разработать вакцину, при условии, что он возвращается обратно в психушку, когда всё устаканится. После побега Коннорса, Человек-Паук вместе с ним возвращается в квартиру к другу тёти Мэй — Стэну, где они сразу же воздвигли лабораторию, чтобы начать разработку вакцины, которая вскоре превращается в гонку со временем, когда обнаруживается, что Смайт делает свой собственный «антидот», включающий в себя нанороботов, которые уничтожают хозяина изнутри. По пути Человек-Паук взламывает передачи полиции и «Оскорпа» со своими жучками-паучками и формирует союз с Уитни Ченг, следственным репортёром, которая верит в аферу реконструкции «Оскорпа».
В конце концов, Коннорсу удаётся создать вакцину, и Человек-Паук спешит с ней к Гвен и другим заражённым в «Оскорп». Однако Смайт сомневается, что принесённое Пауком действительно работает и импульсивно использует его на себе, воткнув иглу в ногу. Неожиданно Смайт теряет возможность использовать свои ноги и ум и программирует своих роботов атаковать Человека-Паука в приступе собственной ярости. Сбежав из «Оскорпа» и вернувшись в квартиру после боя с гигантским роботом-змеем S-02, Человек-Паук ругает Коннорса за не-совершённую вакцину прежде, чем отойти от полученных травм. Пока он находится в бессознательном состоянии, Коннорс неожиданно открывает, что Питер — совершенный гибрид, сохраняющий свою человечность, и использует его кровь, чтобы усовершенствовать вакцину. После восстановления, Человек-Паук тотчас летит в биологические лаборатории «Оскорпа», куда Гвен и остальные были переведены для испытания на них «вакцины» с нанороботами Смайта, и успешно вводит его Гвен и другим учёным.
С верой широкой общественности ответственности за вспышку Человека-Паука, Гвен отправляется в полицейский участок, чтобы сообщить им правду, в то время как Центры по контролю и профилактике заболеваний США изолирует город от распространяющегося вируса, теперь известного как «гибридный вирус». Смайт каким-то образом узнаёт тайну личности Человека-Паука (скорее всего, от шпионажа за Гвен с ним) и где они с доктором Коннорсом расположились, затем похищает Коннорса, а смелый Человек-Паук летит спасать его.
Человек-Паук врывается на завод робототехники «Оскорпа» и освобождает Коннорса. В то время как Коннорс сбегает обратно в свою старую лабораторию в канализации, Смайт сдерживает Человека-Паука и вводит в него завершённую сыворотку с нанороботами, которая лишает его всех сверхспособностей. Найдя по пути пускатели паутины и мобильный телефон, он отправляется дальше и обнаруживает нового гигантского робота-скорпиона. Несмотря на сильную слабость и нападки роботов-Стражей, Питер сбегает из здания, а Смайт активизирует свой последний S-бот.
Паркер выходит на улицы, чтобы обнаружить, что весь город в результате вспышки эпидемии находится в хаосе. Он бежит в канализацию в лабораторию Коннорса и обнаруживает там его с Гвен. Не имея другого способа остановить обезумевшего Смайта, доктор Коннорс, несмотря на возражения Гвен, превращается в Ящера снова, зная, что он будет в состоянии контролировать себя достаточно долго, чтобы остановить роботов, пока Паркер приходит в себя.
Гвен успешно удаётся возродить Питера с остановившимся сердцем. Тот сразу же бросается на помощь Коннорсу несмотря на бессилие. Пробравшись к S-03 с помощью подлетевшей на вертолёте Уитни, Паркер, по совету Гвен, попадает в робота и поломав внутренние генераторы, принимает освободившийся ток на себя, уничтожив нанороботов в крови и восстановив сверхсилы. При помощи Ящера Человек-Паук успешно отключает S-03 и нейтрализует Смайта, но, к сожалению, доктор Коннорс теряет контроль над собой, выпуская Ящера. Смайт, наконец, приходит в себя — он в ужасе от своих действий. Его забирает полиция, в то время как Человек-Паук преследует Ящера в канализации.
С помощью перепрограммированного Гвен робота-Охотника, содержащего вакцину, Человек-Паук выслеживает Ящера и после боя превращает его обратно в доктора Коннорса и, как обещал, возвращает его в лечебницу. Некоторое время спустя, Питер и Гвен смотрят репортаж с Уитни Ченг, которая показывает, что вспышки «гибридного вируса» подавлены и Человек-Паук теперь почитаем городом за его роль в прекращении эпидемии. Уитни в эфире получает известие, что Смайт сбежал из полиции, Питер было собрался отправиться на поиски, но Гвен убеждает его остаться дома и разобраться с этим позже.
В послетитровой сцене Смайт, в состоянии снова использовать свои ноги и на заключительном этапе гибридной инфекции, идёт в подземную лабораторию. Когда Алистер всё потерял, а вирус полностью изменил его, Смайт решает покончить с собой, а не стать гибридом и сознательно идёт на линию огня робота-Охотника и запускает его. Тот долго не думает.
После игры доступна свободная прогулка по городу и большинство побочных миссий.

## Игровой процесс
Навигация значительно отличается от предыдущих частей игры. Камера находится за спиной персонажа ближе, что позволяет лучше ощутить скорость передвижения. В арсенале героя есть специальное цифровое устройство КПК Oscorp. При помощи него можно получать новые задания, определить местоположение в городе и понять маршрут движения. Кроме получения сюжетных миссий КПК следит за всеми событиями, которые постоянно происходят в городе, например: угон автомобиля, ограбление банка и другое. Игрок может получить доступ ко всем событиям в любое время, ограничений по определённым параметрам нет.
Боевая система позволяет использовать Человеку-пауку много акробатических приёмов, а повышенная ловкость даёт шанс увернуться от атак большого количества противников. По мере прохождения герой будет набирать специальные очки опыта, которые потом можно использовать для разблокировки новых возможностей и способностей.
В игре есть система под названием Web Rush, которая позволяет лучше взаимодействовать с интерактивным миром. В любое время при помощи данной системы можно приостановить игру и выбрать точку для дальнейшего перемещения. Для этого используется специальный маркер, он подсвечивает все возможные точки, куда можно бросить паутину. Таким образом, игрок может забраться на сложные предметы, пробежать по стене дома или запрыгнуть на любой транспорт в городе.
Версии игры для платформ Nintendo 3DS и Wii отличаются от других своим более линейным геймплеем. Игра на этих платформах не предусматривает открытый мир и, наподобие Star Wars: The Force Unleashed, использует похожую механику — игрок выбирает уровень, находясь в доме Питера Паркера.

## Разработка и маркетинг
The Amazing Spider-Man была анонсирована на выставке New York Comic Con в 2011 году. Было объявлено, что игра разрабатывается студией Beenox, ответственной за две предыдущие игры о Человеке-пауке — Spider-Man: Shattered Dimensions и Spider-Man: Edge of Time, а Даг Хедер, один из сотрудников Activision заявил, что события игры будут происходить после сюжета фильма «Новый Человек-паук».
Первый концепт-арт был продемонстрирован 10 ноября 2011 года. Официальный трейлер был впервые показан на церемонии Spike Video Game Awards, проходившей 10 декабря 2011. Изначально было заявлено, что игра выйдет на платформах Xbox 360, PlayStation 3, Nintendo 3DS, Nintendo DS и Wii. Впоследствии было объявлено, что игра также появится на ПК (Microsoft Windows). Релиз игры состоялся 26 июня 2012 года, на ПК — 10 августа, на Wii U— в мае 2013 года.
The Amazing Spider-Man вышла 26 июня 2012 года на платформах Xbox 360, PlayStation 3, Nintendo 3DS, PS Vita, Nintendo DS и Wii в Северной Америке и 29 июня в Европе. Версия для iOS и Android вышла 28 июня, а для Windows — 10 августа.

## Реакция и отзывы
| Сводный рейтинг       | Сводный рейтинг                                                                        |
| Агрегатор             | Оценка                                                                                 |
| --------------------- | -------------------------------------------------------------------------------------- |
| GameRankings          | PS3: 73,10 % X360: 70,87 %                                                             |
| Metacritic            | 3DS: 55/100 iOS: 66/100 PS3: 71/100 VITA: 55/100 WII: 58/100 WIIU: 66/100 X360: 69/100 |
| Иноязычные издания    |                                                                                        |
| Издание               | Оценка                                                                                 |
| Destructoid           | (X360) 7/10                                                                            |
| Eurogamer             | (PC/PS3/X360) 6/10                                                                     |
| Game Informer         | (PS3) 6.75/10                                                                          |
| GameSpot              | (X360) 7.5/10                                                                          |
| GamesRadar+           | (WII U)                                                                                |
| IGN                   | (3DS) 7/10 (PC/PS3/X360) 7/10 (VITA) 4.8/10                                            |
| Nintendo Life         | (3DS) · (WII U)                                                                        |
| Nintendo World Report | (3DS) 4/10 (WII) 6.5/10                                                                |
| Push Square           | (VITA)                                                                                 |
| The Guardian          | (PS3)                                                                                  |
| TouchArcade           | (iOS)                                                                                  |
| Русскоязычные издания |                                                                                        |
| Издание               | Оценка                                                                                 |
| PlayGround.ru         | 7,9/10                                                                                 |

GameSpot поставил игре 7.5 баллов из 10. Было отмечено хорошее управление, а критике подверглась лёгкость игры. GameInformer оценил игру в 6.75 баллов. IGN дал игре оценку в 7 баллов. Обозреватель Грег Миллар писал: «Графика в игре не потрясающая, сюжет не очень захватывающий, а миссии становятся однообразными. Но в The Amazing Spider-Man весело играть».